# ロニー・バロン
ロニー・バロン（Ronnie Barron、1943年10月9日 - 1997年3月20日）は、アメリカ合衆国のキーボーディスト、ブルー・アイド・ソウル歌手、俳優である。本名はロナルド・レイモンド・バロッス。ルイジアナ州ニューオーリンズのアルジアーズ地区に生まれ、主に1970年代に活躍した。彼はセッション・ミュージシャン、サイドマンとして知られ、特に同じニューオーリンズ出身のドクター・ジョンとは長きに渡り仕事を共にした。
彼が共演したアーティストにはポール・バターフィールド、キャンド・ヒート、ライ・クーダー、トム・ウェイツ、エリック・バードン・アンド・ジ・アニマルズ、ディレイニー&ボニー・アンド・フレンズなどがいる。

## 来歴
バロンは、1943年10月9日、ニューオーリンズのアルジアーズ地区で父マーク・アンソニー、母ミルドレッド・メアリーの間に生まれた。最初に手にした楽器はドラムスであった。
音楽活動を始めたのは1955年、12歳のとき、フィデリティーズというバンドのメンバーとしてであった。1958年には後にドクター・ジョンと名乗ることになるマック・レベナックに出会い、彼と共に1950年代後半頃よりスペシャルティ、エイス・レコードのA&R担当として働くかたわら、ニューオーリンズ界隈のいくつかの会場で共演するようになった。レベナックはバロン初のシングル「Bad Neighborhood」（1962年）のプロデュースをした他、バロンとのデュオ、ドリッツ&ドレイヴィー名義でシングル「Talk That Talk」（1963年）もリリースしている。このデュオでは、1962年に「My Key Don't Fit (Somebody)」もレコーディングしているが（Grits 'n' Gravy名義）、これはレベナックが1972年のアルバム『ガンボ』で再録し「Somebody Changed The Lock」のタイトルでリリースした。オリジナルのレコーディングは、1993年の英エイスのコンピレーションCD『Gumbo Stew - Original New Orleans R&B』で初めてリリースとなっている。
1960年代にレベナックはロサンゼルスに移住したが、彼に続くようにバロンもニューオーリンズを離れ、両者は再び活動を共にするようになった。1967年、レベナックはバロンに対しトリップしたブードゥー教の教祖「ドクター・ジョン」というステージ上のペルソナとして演じるように薦めたが、バロンはマネージャーからのアドバイスに従ってこれを拒否し、その結果レベナックがその名前を使用してソロ活動を始めた。バロンは1965年、ロサンゼルスでソニー&シェールのバンドで活躍するようになった。
バロンは『グリ・グリ』(1968年)、『バビロン』(1969年)など、ドクター・ジョンの初期の作品に参加している。
彼はまたロサンゼルスに居を移したのち、ルイ・プリマと数年間活動を共にした。
1970年代に入ると、バロンは初のソロ・アルバム『Reverend Ether』をリリース。これはニューオーリンズ時代に彼が思いついたペルソナをタイトルに冠したものであった。
その後彼はニューヨーク州のウッドストックに移住。ドクター・ジョンを始め、ボビー・チャールズらと共演を重ねた。ここで彼はポール・バターフィールドのベターデイズ・バンドに加入し、彼らは2枚のアルバム『Paul Butterfield's Better Days』(1973年)、『It All Comes Back』(1973年)をレコーディングしている。
1976年、バロンは細野晴臣がプロデューサーを務める久保田麻琴と夕焼け楽団のアルバム『Dixie Fever』にゲスト参加。ここで細野、久保田と親交を深めたバロンは、2作目のソロ・アルバムの制作を彼らを迎えて進めた。その結果生まれたのが1978年リリースの作『スマイル・オブ・ライフ』であった。レコーディングは東京とニューオーリンズをまたぐ形で行なわれ、細野のプロデュースの下、東京録音のセッションではティン・パン・アレーと夕焼け楽団のメンバーが、ニューオーリンズ録音ではミーターズとドクター・ジョンが参加した。
その後もバロンはレコーディングとリリースを続けた。1979年にはニューオーリンズR&B、ブルースのカバーを中心としたアルバム『Blue Delicacies』（1994年にオーストラリアAIMから『Singing My Soul』とのタイトルで再発）をリリース。翌1980年にはディスコ調の12インチ・シングル「I Can Give It To You」をリリースしている。1983年には『Bon Ton Roulette』が続くアルバムとして出ている。
1997年3月20日、彼は心臓疾患の合併症により死去した。53歳であった。その数年前に脳卒中を患い身体の一部が不随となっており、また心臓移植も受けていた。

## 私生活
バロンはリンダ・ケリーと結婚し、息子ロナルド・レイモンド・ジュニア、娘アヴァの2人の子息が生まれている。

## ディスコグラフィー

### アルバム
- 1971年『Reverend Ether』(Decca)
- 1978年『The Smile of Life』(Better Days/日本コロムビア)
- 1979年『Blue Delicacies』(Sunshine)（1994年にAIMより『Singing My Soul』の題名で再発）
- 1983年『Bon Ton Roulette』(Ace)

### シングル
- 1959年「Morgus The Magnificent」/「The Lonely Boy」(Vin 1013) Morgus and the Ghouls名義
- 1962年「Bad Neighborhood」/「Keeps Dragging Me On」(JC 1000) Ronnie and the Delinquents名義
- 1963年「The Hip Parade」/「It's All In the Past」(Soundex 604)
- 1963年「Talk That Talk, Part 1」/「Talk That Talk, Part 2」(Another 100/101) Drits and Dravy名義
- 1964年「The Grass Looks Greener Yonder」/「Did She Mention My Name」(Michelle 933)
- 1970年「1862 B.P.」/「48 Hours」(et cet'er-a rec'ords 45-201) Rev. Ether, The Kingdom, The Power and The Glory名義
- 1972年「Louisiana Flood」/「Mamma's Kind Of Song」(Decca 32907)
- 1978年「She Does It Good」/「Doing Business With The Devil」(Better Days/日本コロムビア YX-101-N)
- 1980年「I Can Give It To You」/「You Are The Center Of My Universe」(La LA-DCP-6012)

## 映画出演
| 年   | タイトル                                 | 役                          |
| ---- | ---------------------------------------- | --------------------------- |
| 1978 | Stony Island                             | ロニー・ローズヴェルト      |
| 1985 | Code of Silence（邦題：野獣捜査線）      | ドック                      |
| 1986 | Playing for Keeps                        | 重役#6                      |
| 1988 | Above the Law（邦題：刑事ニコ/法の死角） | CIAのバーテンダー、スキーフ |